# João II de Constantinopla
João II de Constantinopla (em grego: Ἰωάννης), dito João da Capadócia ou João Capadócio, foi o patriarca de Constantinopla entre 518 e 520, durante o reinado do imperador bizantino Anastácio I Dicoro após uma condenação forçada do concílio de Calcedônia. Seu curto patriarcado é célebre por conta das famosas "Aclamações de Constantinopla" e da reunião entre a Igreja do Ocidente e a do Igreja do Oriente após um cisma de trinta e quatro anos. Quando Timóteo I morreu, João, que já tinha sido apontado como sucessor por ele, era um presbítero e um conselheiro da Igreja de Constantinopla.

## Aclamações de Constantinopla
Em 9 de julho de 518, o longo reinado de Anastácio chegou ao fim e ele foi sucedido por Justino I. Num domingo, 15 de julho, o novo imperador entrou na catedral e o patriarca, acompanhado por doze prelados, estava tentando passar pela multidão que lotava o lugar. Conforme ele foi se aproximando do balcão onde estava localizado o púlpito, o público começou a gritar "Vida longa ao patriarca! Vida longa ao imperador! Por que ainda estamos excomungados? Por não comungamos durante todos este anos? Vocês são católicos e temem o quê, valorosos servos da Trindade? Expulsem Severo, o Maniqueu! Ó Justino, nosso imperador, a vitória é sua! Proclame neste instante o sínodo de Calcedônia, pois Justino reina.". Esta e outras aclamações continuaram. A procissão passou pelo cercado, mas a congregação, inflamada, continuou gritando do lado de fora dos portões do coro: "Vocês não sairão enquanto não anatemizarem Severo!", o herético patriarca de Antioquia. O patriarca João, tendo neste meio tempo pensado no assunto e se consultado com seus colegas, saiu, subiu no púlpito e disse:
| “ | Não há necessidade de distúrbios ou tumultos. Nada foi feito contra a fé. Nós reconhecemos como ortodoxos todos os concílios que confirmaram os decretos de Niceia, principalmente estes três: Constantinopla, Éfeso e o grande concílio de Calcedônia! | ” |
|   | — João da Capadócia. |   |

O povo estava determinado a conseguir uma decisão mais formal e continuou a gritar por diversas horas, misturando com as aclamações anteriores outras como esta: "Arrumem um dia para um festival em honra a Calcedônia!" e "Comemorem o santo sínodo já amanhã!". Firmes em suas determinações, o povo conseguiu que o diácono Samuel anunciasse o desejado festival, mas ainda assim os gritos continuaram "Severo deve ser anatemizado já! Façam-no agora ou nada feito!". O patriarca, vendo que o assunto precisaria ser resolvido, se aconselhou com os seus doze prelados, que concordaram em amaldiçoar Severo. Este concílio, intimidado e fora de hora, decretou então por aclamação:
| “ | É claro para todos que Severo, ao se separar de sua igreja, condenou a si mesmo. Seguindo, portanto, os cânones e os Pais, nos o consideramos um estranho e condenado por conta de suas blasfêmias, e nós o anatemizamos! | ” |
|   | — João da Capadócia e os seus doze prelados. |   |

O domo de Santa Sofia vibraram com os gritos de triunfo do povo, que só então se dispersou. Foi um dia que passou a ser conhecido como "Aclamações de Constantinopla".

## Reunião com a Igreja Católica
No dia seguinte, a prometida comemoração em honra a Calcedônia foi realizada. Novamente, conforme o patriarca fazia a sua entrada processional e se aproximava do púlpito, novamente se ouviram gritos: "Restaurem as relíquias de Macedônio à igreja! Restaurem todos os que foram exilados pela fé! Desenterrem os ossos dos nestorianos! Desenterrem os ossos dos eutiquianos! Expulsem os maniqueístas! Coloquem os quatro concílios nos dípticos! Coloquem Leão, o bispo de Roma, nos dípticos! Tragam os dípticos ao púlpito!". Conforme a confusão aumentava, o patriarca respondeu: "Ontem, nós fizemos o suficiente para satisfazer o meu querido povo e nós faremos o mesmo hoje. Devemos ter na fé a nossa fundação inviolável e ela vai nos ajudar a reunir as igrejas. Vamos então glorificar, com uma única voz, a sagrada e consubstancial Trindade!. A multidão continuou, cada vez mais inflamada e, apesar das tentativas do patriarca, não estava disposta a discutir. João foi finalmente obrigado a incluir os quatro concílios nos dípticos, também Eufêmio e Macedônio, patriarcas anteriores que haviam sido exilados, e Leão, o bispo de Roma. Feliz, a multidão cantou por mais de uma hora.
Para autenticar o que havia sido feito, João reuniu, em 20 de julho, um concílio de quarenta bispos que estavam na capital. Os quatro concílios ecumênicos e o nome do papa Leão foram inscritos nos dípticos. Severo de Antioquia foi anatemizado após uma análise de suas obras, onde se descobriu uma clara condenação à Calcedônia. João escreveu para João III de Jerusalém e para Epifânio de Tiro contando-lhes as boas novas das aclamações e do sínodo. As cartas foram acompanhadas por ordens de Justino para que se restaurassem todos os que haviam sido banidos por Anastácio e para que fosse inscrito o concílio de Calcedônia nos dípticos. Em Jerusalém e em Tiro houve celebrações. Muitas outras igrejas se declararam então a favor de Calcedônia e, durante todo o reinado de Justino, 2500 bispos confirmaram sua aprovação. Se seguiu então a reconciliação com Roma. O imperador escreveu para o papa quinze dias após as Aclamações, implorando para que ele aceitasse os pedidos de João pela reunião das igrejas. João escreveu também confirmando que ele havia recebido os quatro concílios e que os nomes de Leão e de Hormisda haviam sido inscritos nos dípticos. Um grupo foi enviado à Constantinopla com instruções para que Acácio fosse condenado nominalmente e que tanto Eufêmio quanto Macedônio não deveriam ser citados.
O grupo chegou à capital imperial em 25 de março de 519 Justino recebeu as cartas papais com grande respeito e pediu que os embaixadores se reunissem com o patriarca para explicações. João a princípio desejava expressar sua aderência completa às cartas com outra, escrita por ele, concordou em escrever um breve prefácio e colocá-lo após as palavras de Hormisda, que ele copiou com sua própria letra. Duas cópias foram enviadas pelos legados à Roma, uma em grego e outra em latim. O imperador, o Senado e todos os presentes ficaram extasiados com ratificação da paz entre as igrejas.
Restava ainda uma tarefa a ser feita: havia a necessidade de retirar dos dípticos o nome de cinco patriarcas - Acácio, Fravita, Eufêmio, Macedônio II e Timóteo I - e dois imperadores - Zenão e Anastácio I Dicoro. Todos os bispos em Constantinopla consentiram por escrito, assim como todos os abades, após alguma discussão. Na Páscoa, a pacificação foi promulgada. A corte e o povo, igualmente entusiasmados, se reuniram em Santa Sofia e um número nunca antes visto participou da comunhão. O imperador enviou um relato do que havia ocorrido para todas as províncias e embaixadores o levaram também a Roma, afirmando que só restavam agora negociações com o patriarca de Antioquia a fazer. João escreveu para o Papa Hormisda para congratulá-lo e oferecer-lhe o crédito do sucesso.
Ele morreu logo em seguida, em 19 de janeiro de 520